# Adolf (książę Geldrii)
Adolf (ur. 1438, zm. w czerwcu 1477) – książę Geldrii i hrabia Zutphen w latach 1465–1471.

## Życiorys
Adolf był synem księcia Geldrii Arnolda oraz Katarzyny, córki księcia Kleve Adolfa II. Wobec kryzysu w księstwie wywołanego polityką ojca, podjął działania w celu objęcia tronu, wspierany przez swoją matkę, księcia Burgundii Filipa Dobrego i mieszczan Nijmegen. W 1459 r. Adolf otrzymał władzę w Nijmegen, a w 1465 r. uwięził swego ojca i zmusił do rezygnacji z tronu. Zmagania z sojusznikami ojca (m.in. księciem Kleve Janem I i stryjem Adolfa, Wilhelmem z Egmond) wciąż jednak trwały. Wojna niszczyła kraj. Do uwolnienia Arnolda nakłaniał Adolfa m.in. papież Paweł II.
W 1471 r. Adolf został zmuszony do uwolnienia ojca przez następcę Filipa Dobrego w Burgundii, Karola Zuchwałego; wkrótce potem ojciec Adolfa zastawił Geldrię na rzecz księcia Karola. Sam Adolf został uwięziony przez Karola Zuchwałego i wolność odzyskał dopiero po jego śmierci w 1477 r. Podjął wówczas działania w celu odzyskania ojcowizny, poparty przez stany geldryjskie; myślał też o poślubieniu dziedziczki Karola Zuchwałego, Marii Burgundzkiej. Zginął jednak wkrótce podczas oblężenia Tournai.

## Życie prywatne
W 1463 r. Adolf poślubił Katarzynę (ok. 1440–1469), córkę księcia Burbonii i Owernii Karola I. Z małżeństwa tego pochodziło dwoje dzieci:
- Filipa (ok. 1465–1547), żona księcia Lotaryngii i księcia Bar René II,
- Karol (1467–1538), przyszły książę Geldrii.